# Louis-Antoine Sixe
Louis-Antoine Sixe, dit le « chevalier Sixe », né le 3 janvier 1704 à L'Aigle et mort le 13 avril 1780 aux Andelys, est un artiste peintre français.

## Biographie
Artiste très actif, le chevalier Sixe a produit de nombreux tableaux dans tous les genres, portraits, sujets de chasse, sujets religieux, natures mortes, paysages, scènes villageoises, etc. Il n’exécutait pas que des tableaux de chevalet, il peignait aussi de grandes toiles. Comme il ne s’est trouvé aucun de ceux qui ont écrit sur la peinture et sur la vie des peintres pour dire quelques mots sur cet artiste fécond, qui a produit de nombreuses toiles, ce peintre bien connu à Évreux, au XVIIIe siècle, fut, pour ainsi dire, oublié dès le siècle suivant.
Louis Antoine Sixe a épousé par contrat, le 12 mai 1731, Marie Françoise Baillieul, fille d’un graveur et géographe et sœur de deux graveurs géographes.
On sait qu’en 1738, il habitait Paris où il avait été reçu à l’Académie de peinture et que, dès 1746, il est à Évreux, où, selon la mémoire locale, il serait venu se fixer, attiré par le duc de Bouillon, comte d’Évreux, qui en aurait fait son peintre en titre. On peut croire qu’il était d’usage dans la maison des princes de Bouillon, qui se qualifiaient de souverains, d’avoir des artistes en titre. Ceci lui valut d’être désigné sous le nom de peintre commensal du duc. Ce titre de peintre du duc de Bouillon le mit en vogue : des châtelains de la région d’Évreux, des dignitaires de l’Église, des magistrats et autres personnes de distinction voulurent avoir leur portrait de sa main.
Sixe se faisait appeler « chevalier » car il était chevalier romain (eques romanus) de l’ordre militaire du Christ (ordinis militaris a Christo dicti), titre qu’il avait reçu du pape Clément XII, dont Sixe fit le portrait en 1738.
Sixe s’était déterminé à se retirer, sur ses vieux jours, au couvent des Pénitents d’Andely, où il a fini ses jours. À sa mort, à l’âge de soixante-seize ans, le frère Aubert Josse, gardien, fit ses obsèques le lendemain dans le cimetière du couvent.

## Œuvres
- Portrait de Geoffroy Macé Camus de Pontcarré, premier président du Parlement de Rouen de 1730 à 1757, 1730-1734, 80 sur 60 cm, Salle du conseil de la Cour de Rouen)J. Doulé a gravé une estampe de ce portrait avec la mention « d’après le portrait à l’huile peint par L.-A. Sixe, eques romanus », et au bas de cette gravure : « À Paris : chez le chevalier Sixe, peintre et chevalier romain, au coin de la rue du Fouare, au bâtiment neuf, et chez Jore, marchand libraire à Rouen. »
- Portrait du chevalier Sixe, 1738, toile fixée sur panneau, 37 sur 30 cm, Évreux, Musée de l’ancien évêché.Demi-buste. Tête presque de face, cheveux poudrés et bouclés en perruque, col noir, habit vert olive, sur lequel un large ruban rouge est posé en écharpe. Œil vif et limpide, nez un peu relevé, teint clair, physionomie ouverte.
- La Fuite en Égypte, 1748, toile dans le retable méridional de l’église de Bernienville
- Portrait d’une femme agenouillée sur un coussin, 1748, huile sur toile, Louviers, Musée municipal de Louviers.
- Portrait de Claude-Nicolas Le Cat, chirurgien en chef de l’Hôtel-Dieu de Rouen, 1751, 83 sur 66 cm, presbytère de la Saussaye.Le Cat est représenté revêtu d’un costume noir en forme de robe ou de soutane sur lequel est posé en écharpe un large ruban rouge, la main droite appuyée sur son célèbre ouvrage intitulé Traité des sens, Rouen, 1740.
- Saint Sébastien, 1752, toile encadrée dans le retable du petit autel méridional de Bosc-Renoult-en-Ouche.Saint Sébastien est attaché à un arbre, le bras gauche relevé pour découvrir le flanc ; la tête retombe sur l’épaule droite ; les yeux sont fixés au ciel.
- Portrait en pied de Louise-Antoinette-Gabrielle de Lorraine, duchesse de Bouillon, épouse de Charles-Godefroy-Henri de la Tour d’Auvergne, duc de Bouillon, comte d’Évreux, 1754, huile sur toile, 192 sur 130 cm, musée d’Évreux.Dans ce tableau inspiré de la Vénus à la coquille du Titien, la princesse est représentée assise dans un char, genre coquille, trainé sur les ondes par deux colombes; auprès d’elle est son fils, jeune enfant, nu comme l’Amour, tenant dans ses mains une des colombes de l’attelage.
- Portrait en pied de Charles-Godefroy-Henri de La Tour d’Auvergne, duc souverain de Bouillon, comte d’Évreux, époux de Louise-Gabrielle-Henriette de Lorraine, 1755, huile sur toile, 192 sur 130 cm, musée d’Évreux.Le prince est représenté en habit de chasse, assis au pied d’un arbre, sur un banc de gazon, tenant d’une main son fusil, et de l’autre caressant un chien. Non loin de ses pieds est une levrette dressée sur ses pattes, et qui, dirigée à droite, tourne la tête vers son maitre. Des pièces de gibier gisent sur l’herbe, deux bouteilles à demi plongées dans un cours d’eau voisin indiquent qu’elles sont là pour le rafraichissement du prince. Un paysage forme le fond du tableau.
- Les Pèlerins à Emmaüs, 1757, huile sur toile, Évreux, Notre-Dame d’Évreux.
- La Résurrection, 1758, huile sur toile, maitre-autel de l’église de Caugé.
- Un blaireau, 1760, huile sur toile, 32 sur 41 cm.
- La Vierge et l’Enfant Jésus, 1760, huile sur toile, 80 sur 60 cm, La Vierge assise tient son fils sur ses genoux ; deux anges sont auprès d’elle.
- Prédication de saint Jean, 1760, huile sur toile, 300 sur 225 cm, Évreux, chapelle Saint-Joseph.
- Portrait du chevalier Sixe, 1760, huile sur toile, 35 sur 26 cmSixe s’est représenté la tête nue, de 3/4 tournée à droite, les cheveux poudrés et frisés en perruque avec bourse de taffetas noir, col noir, habit de drap vert olive, sur lequel est passé le collier de l’ordre du Christ, bas des manches galonné, manchettes de dentelles, la main droite tenant un crayon, et tout près de lui un petit portefeuille ou album.
- L’Annonciation, 1763, huile sur toile à l’un des autels mineurs de l’église des Baux-Sainte-Croix.
- Martyre de saint Sébastien, sans date, huile sur toile dans l’église des Baux-Saint-Croix, faisant pendant au précédent.
- La Pentecôte, 1768, huile sur toile au maître-autel de l’église de Grandvilliers (Eure). L'artiste s'est représenté, regardant le public, sur le côté droit de la toile.
- Le Christ descendu de la croix, 1769, huile sur toile au maitre-autel de l’église de Barc.
- Scène villageoise, 1773, huile sur toile, 108 sur 138 cmUn villageois et une jeune fille assis l’un près de l’autre, ayant auprès d’eux un chien blanc et des pièces de gibier, consistant en perdrix, lièvres et bécasses.
- L’Assomption, 1773, huile sur toile au retable du maitre-autel de l’église d’Amfreville-sur-Iton.
- Le Christ en croix, 1775, huile sur toile, 85 sur 65 cm.Ce tableau armorié a été peint pour Nicolas-Lucien-Armand Cochart, écuyer, seigneur des Ervolus et des Arches, capitaine de cavalerie, lieutenant de la maréchaussée générale de la haute Normandie, au département de Rouen, résidence d’Évreux, et décoré de l’ordre militaire de Saint-Louis. Au bas du tableau est un écusson ovale surmonté d’un casque avec lambrequins ; une croix à huit pointes émaillée blanc et or attachée à un ruban rouge accompagne l’écusson, qui porte d’azur à la fasce d’argent chargée d’une hure de sanglier de sable et accompagnée de trois molettes d’éperon d’or, deux en chef et une en pointe. Au-dessus de l’écu est un ruban flottant portant la devise Ardet in hostes non sine causa.
- Jésus guérissant des paralytiques, sans date, huile sur toile du maitre-autel de la chapelle Saint-Joseph.

Œuvres non signées attribuées au chevalier Sixe
- Un chevreuil, nature morte, sans date, huile sur toile, 80 sur 100 cm, musée d’Évreux.
- Les Pêcheurs, sans date, camaïeu bleu sur toile, 38 sur 77 cm.

## Sources
1. ↑  Archives nationales, MC/ET/CVI/249.

- Société des Amis des Arts du Département de l’Eure, Bulletin, vol. 12 à 15, 1896, 112 p. (lire en ligne), p. 34-53.